# 第1次伊藤内閣
第1次伊藤内閣（だいいちじ いとうないかく）は、参議の伊藤博文が第1代内閣総理大臣に任命され、1885年（明治18年）12月22日から1888年（明治21年）4月30日まで続いた日本の内閣。

## 内閣発足の経緯
憲法調査のための欧州歴訪から帰国した伊藤博文は、憲法制定作業を前にして、閣内分裂に至りがちな太政官制度、参議・省卿兼任制を、自らが内閣総理大臣として閣僚を強力に指導する内閣制度に変えることを模索するようになった。
明治18年（1885年）11月に太政大臣三条実美は、岩倉具視の死後空席となっていた右大臣の職位に内閣顧問の黒田清隆を任命する人事案を提案した。三条は伊藤が政体再編を図ろうとしていることを察知していたから、それを牽制する意図があり、伊藤も三条が現在の政体を変革する事に乗り気でないのに気づいていたので、三条の警戒を解くためにも黒田を右大臣とすることに賛同した。そのため三条が11月に閣議を招集して黒田の右大臣就任について諮った時、異論は出なかった。
三条から右大臣就任要請を受けた黒田は伊藤に意見を質した。伊藤は黒田が適任だと思うし、自分は微力ながら支える覚悟だと答えた。それを聞いて黒田は右大臣就任の決意を固めたが、三条が参内して黒田の右大臣任命を奏請した際、明治天皇は「右大臣の職は極めて重い。誰もがその徳識名望を推す人物でなければならない。黒田は適任とはいいがたい」「仮に黒田が右大臣に就任したとしても、実際の権力は伊藤に握られていることを覚えれば、不平を鳴らすことになるのではないか」と述べて難色を示した。
これを受けて三条は、伊藤に右大臣就任を求めたが、伊藤は自分が右大臣に就任すれば、かえって太政官制度を強化してしまうので辞退し、あくまで黒田の右大臣就任を推した。やむなく三条は再び参内して黒田の右大臣任命を奏請。天皇は黒田の右大臣就任は参議全員一致の考えか、と質すことで参議の全員一致を要求した。天皇の信頼厚き工部卿佐佐木高行が酒癖が悪い黒田を嫌って黒田の右大臣就任に反対していた。三条は佐佐木の説得にあたり、なんとか同意を取り付けたものの、直後に黒田が右大臣就任を辞退。黒田はその理由について、西郷隆盛や大久保利通でさえなれなかった地位に自分が就任するのは心苦しい、伊藤参議の上座を占めるのも気が進まないと述べて辞退した。
この間にも伊藤は太政官制廃止と内閣制度創設の準備に動いていた。三条は今にも自分の太政大臣の地位が失われようとしていることに狼狽しつつも、天皇から政体組織の再編の検討を命じられた際に内閣制度に反対しなかった。12月22日に三条は天皇に政体再編の必要性について論じるとともに、自分はその任に堪えないので太政大臣を辞したいと願い出、天皇はその辞表を受理した。同日の太政官達第69号「太政大臣左右大臣等ヲ廢シ内閣總理大臣等ヲ置ク」および内閣職権の制定により、太政大臣、左大臣、右大臣、参議、各省卿の職位は廃止され、内閣総理大臣を首席とし、九省を率いる各大臣（外務大臣、内務大臣、大蔵大臣、陸軍大臣、海軍大臣、司法大臣、文部大臣、農商務大臣、逓信大臣）から構成される内閣制度が発足することとなり、初代内閣総理大臣には宮内大臣兼務で伊藤博文が任命された。

## 内閣の顔ぶれ・人事

### 国務大臣
1885年（明治18年）12月22日任命。在職日数861日。
| 職名 | 代 | 氏名     | 氏名 | 出身等                          | 特命事項等                       | 備考                                   |
| --- | -- | -------- | ---- | ------------------------------- | -------------------------------- | -------------------------------------- |
| 内閣総理大臣 | 1  | 伊藤博文 |      | 旧長州藩 伯爵                   | 外務大臣臨時兼任 宮内大臣        | 初入閣                                 |
| 外務大臣 | 5  | 井上馨   |      | 旧長州藩 伯爵                   |                                  | 初入閣 1887年9月17日免                 |
| 外務大臣 | 6  | 伊藤博文 |      | 旧長州藩 伯爵                   | 臨時兼任 （内閣総理大臣兼任）    | 1887年9月17日兼 1888年2月1日免兼       |
| 外務大臣 | 7  | 大隈重信 |      | 旧肥前藩 伯爵                   |                                  | 初入閣 1888年2月1日任                  |
| 内務大臣 | 1  | 山縣有朋 |      | 旧長州藩 陸軍中将 伯爵          | 農商務大臣臨時兼任 議定官        | 初入閣                                 |
| 大蔵大臣 | 1  | 松方正義 |      | 旧薩摩藩 伯爵                   |                                  | 初入閣                                 |
| 陸軍大臣 | 1  | 大山巌   |      | 旧薩摩藩 陸軍中将 伯爵          | 議定官                           | 初入閣                                 |
| 海軍大臣 | 1  | 西郷従道 |      | 旧薩摩藩 海軍中将 陸軍中将 伯爵 | 農商務大臣臨時兼任 議定官        | 初入閣                                 |
| 司法大臣 | 1  | 山田顕義 |      | 旧長州藩 陸軍中将 伯爵          | 議定官                           | 初入閣                                 |
| 文部大臣 | 1  | 森有礼   |      | 旧薩摩藩                        |                                  | 初入閣                                 |
| 農商務大臣 | 1  | 谷干城   |      | 旧土佐藩 陸軍中将 子爵          |                                  | 初入閣 1887年7月26日免                 |
| 農商務大臣 | -  | 西郷従道 |      | 旧薩摩藩 海軍中将 陸軍中将 伯爵 | 臨時代理 （海軍大臣兼任） 議定官 | 1886年3月16日兼 1886年7月10日免兼      |
| 農商務大臣 | -  | 山縣有朋 |      | 旧長州藩 陸軍中将 伯爵          | 臨時代理 （内務大臣兼任） 議定官 | 1886年7月10日兼 1887年6月24日免兼      |
| 農商務大臣 | 2  | 土方久元 |      | 旧土佐藩 子爵                   | 元老院議官                       | 初入閣 1887年7月26日任 1887年9月17日免 |
| 農商務大臣 | 3  | 黒田清隆 |      | 旧薩摩藩 陸軍中将 伯爵          | 枢密院議長                       | 初入閣 1887年9月17日任                 |
| 逓信大臣 | 1  | 榎本武揚 |      | 旧幕臣 海軍中将                 |                                  | 初入閣                                 |
| 1. 辞令のある留任は個別の代として記載し、辞令のない留任は記載しない。 2. 臨時代理は、大臣空位の場合のみ記載し、海外出張時等の一時不在代理は記載しない。 3. 代数は、臨時兼任・臨時代理を数えず、兼任・兼務は数える。 |    |          |      |                                 |                                  |                                        |

### 内閣書記官長・法制局長官
1885年（明治18年）12月22日任命。
| 職名 | 代               | 氏名             | 氏名             | 出身等                   | 特命事項等       | 備考                            |
| --- | ---------------- | ---------------- | ---------------- | ------------------------ | ---------------- | ------------------------------- |
| 内閣書記官長 | 1                | 田中光顕         |                  | 旧土佐藩 元老院 陸軍少将 | 会計検査院院長   |                                 |
| 法制局長官 | （法制局未設置） | （法制局未設置） | （法制局未設置） | （法制局未設置）         | （法制局未設置） | 1885年12月23日設置              |
| 法制局長官 | 1                | 山尾庸三         |                  | 旧長州藩 子爵            | 宮中顧問官       | 1885年12月23日任 1888年2月7日免 |
| 法制局長官 | 2                | 井上毅           |                  | 旧肥後藩                 |                  | 1888年2月7日任                  |
| 1. 辞令のある留任は個別の代として記載し、辞令のない留任は記載しない。 2. 臨時代理は、空位の場合のみ記載し、海外出張時等の一時不在代理は記載しない。 3. 代数は、臨時兼任・臨時代理を数えず、兼任・兼務は数える。 |                  |                  |                  |                          |                  |                                 |

## 勢力早見表
| 出身藩閥 | 国務大臣 | その他       |
| -------- | -------- | ------------ |
| 旧公家   | 0        |              |
| 旧薩摩藩 | 5        |              |
| 旧長州藩 | 4        | 法制局長官   |
| 旧土佐藩 | 2        | 内閣書記官長 |
| 旧肥前藩 | 1        |              |
| 旧幕臣   | 1        |              |
| 旧肥後藩 | 1        |              |
| -        | 14       |              |

- 総理就任時年齢：44歳（歴代最年少）
- 大臣就任時最年長：51歳（松方正義）
- 大臣就任時最年少：39歳（森有礼）

## 内閣の動き
来るべき立憲体制に備えた国家機構の確立を目指した。
陸軍のドイツ式組織への改革や帝国大学令・小学校令などの制定に代表される学校令と総称される法案などの教育改革、市町村制の確立などが行われ、伊藤自身も井上毅・金子堅太郎・伊東巳代治と憲法草案を作成するなど、立憲体制への準備が着々と進められた。
だが、伊藤の盟友である井上馨外務大臣が進めた条約改正案にあった「外国人裁判官」制度と鹿鳴館に代表される欧化政策が内外の反感を買い、1887年（明治20年）に自由民権派による三大事件建白書や大同団結運動、保守中正派（天皇親政派）と見られた谷干城農商務大臣の辞任を招くなど、政府批判が一気に高まった（「明治20年の危機」）。そこで伊藤はやむなく井上を辞任させて、政敵と言える大隈重信と黒田清隆をそれぞれ外務大臣・農商務大臣として入閣させ、保安条例を制定して自由民権派の弾圧に乗り出したが、憲法・皇室典範の制定事業に専念するために、1888年（明治21年）に総理大臣を辞して新設の枢密院議長に転じた。

## 諸制度の改革
内閣は2年半で終わったが、手掛けた政策はその後の日本に受け継がれ、発展の基礎を固めた。

### 憲法制定に向けた取り組み
伊藤博文は、この内閣発足の3年前、1882年2月に「国憲」（憲法）制定のため諸国視察によって調べるべき「調査事項31項目」を井上馨外務卿と決め、三条実美太政大臣に奏上し、諸国視察計画を立て、1882年3月14日から渡航した。実際、この内閣発足の約4年後の1890年（明治23年）11月29日、第1次山縣有朋内閣の時、大日本帝国憲法が施行されることとなる。
ところが、伊藤博文主導のこの憲法は「内閣」や「内閣総理大臣」についての明文規定を全く置いておらず（条文中に「内閣」「内閣総理大臣」という文言すらなく）、必然的に「内閣」や「内閣総理大臣」は天皇の統治権の中に100％含まれていると解釈せざるを得ない構造となっている（大日本帝国憲法1条、4条、超然主義）。
よって、この第1次伊藤博文内閣から日本国憲法施行直前の第1次吉田茂内閣までの首相内閣制（1885年12月22日～1947年05月03日）の性格は、内閣（行政府）は天皇大権を執行するための存在であり、従って、一般国民や立法府や司法府からは制約されない存在であったと言える。
それ以前の歴代の参議内閣（参議全員が首相格の太政官内閣）が、
- 「国是」として天皇・公卿・諸侯が揃って天神地祇に誓った五箇条の御誓文による「広く会議を興し万機公論に決すべし」など（1868年）
- 集議所（1868年）
- 政体書による立法・行政・司法の三権分立の提言（1869年）
- 公議所（1869年）
- 衆議院（1869年～）
- 大阪会議（1875年）の結果による元老院、大審院、地方官会議ヲ設置シ漸次立憲政体樹立ノ詔勅（1875年）
- 地方長官会議（1875年～）

等々により、自ら近代的な三権分立・議会制民主主義を志向し実践し続けていたという事実と比較すると、この首相内閣制（1885年12月22日～1947年05月03日）はそれ以前の参議内閣制よりも明らかに前近代的であり、王政復古的ではあるが文明開化とは大いに逆行しており、そもそもの「国是」である五箇条の御誓文にすら大いに反していると言える。伊藤博文が率先してビスマルク憲法を志向したための弊害であり、逆噴射・逆コースである。
この第1次伊藤博文内閣当時は、文明開化や殖産興業や富国強兵や破約攘夷（不平等条約改正）を更に強力に推し進める必要があった事、「自由民権運動」に名を借りた逆恨み的な妨害活動や社会主義勢力による政府転覆活動から明治政府そのものを防衛する必要があった事など、一気に文明開化の方向へは進めない変革期特有の様々な困難があった。よって、この第1次伊藤博文内閣発足および4年後の伊藤博文主導の明治憲法施行は、その当時の課題解決のためのやむを得ない軌道修正であったとも言える。事実、明治政府は、これ以降、日清戦争での勝利（1895年）、日露戦争での勝利（1905年）、および、破約攘夷（異勅の不平等条約の完全撤廃）（1911年）を完全に成し遂げ、幕末の志士たちが唱えていた「破約攘夷」「尊王攘夷」を完全に実現するからである。

### 官僚制度
内閣始動と共に伊藤は官僚制度の構築を始め、人材登用の方法や各省庁の規則作りも行った。内閣制度と同時期に内閣法制局を創設して法律調査・審査を主として内閣の補佐組織に定めた。また、伊藤が閣議で発案し1886年（明治19年）2月に勅令第2号として各省庁へ指示した綱領『官紀五章』は「各省に局・課を設置」「官僚は縁故ではなく試験で採用する」「布告した法律の問い合わせや雑多で組織別の区別がついていない文書が多いため、問い合わせを少なくするため法案に説明文を付属、文書も区別をつける」など組織体制と効率化を目指した内容を記し、同月に勅令第1号として公文式が発布され法体系を作り、布告を官報で統一した。
官僚育成は3月2日に勅令第3号で公布された帝国大学令で東京大学を帝国大学に再編成させて総合大学を誕生、ここに学生達を集積させて実現を図った。また、1887年7月には採用試験方法として文官試験試補及見習規則を定め、高等試験と普通試験の2方式に分け、合格者は前者を奏任官、後者を判任官として省庁に登用される道を開いた。ただし1888年（明治21年）10月に開始された試験は合格者が少なく、採用されても試補は3年研修を経ないと正式に官僚になれない、帝国大学は試験が免除され面接のみで採用、試験を受ける私立法学校の学生が採用される余地が少ないなど不満や欠陥が多数発見されたため、文官任用令を公布、改定試験である高等文官試験が採用された1893年（明治26年）の第2次伊藤内閣まで改善は先送りされた。
これとは別に1888年（明治21年）4月に伊藤の手で枢密院も作られた。当初の目的は憲法草案を審議するための機関だったが、翌1889年（明治22年）の憲法公布で枢密院は新たな役割を与えられ、明治天皇の諮問機関として活動した。天皇は強大な権利を持つ代わりに積極的な政治関与は控えるが、形式上は主権者であるため天皇の補佐を担うことになった。

### 教育
教育は伊藤が見込んだ森有礼文部大臣が制度を整えた。森はかねてから国民教育に熱心で伊藤の支持を背景に大規模な改革に乗り出していった。これには儒教・漢学など道徳論を重んじ西洋化に抵抗があった明治天皇と側近の元田永孚ら宮中に籍を置く者が不満を表していたが、森や伊藤にとっては西洋学問の中で実学を学び、機械技術や生産活動などを取得し経済力を高める技術者養成や、漢学・洋学いずれも偏重せず人が元から持っている基礎能力（知育・徳育・体育）を発達させ自立心を育み、国家の一員としての自覚を持ち社会活動が出来る人間を生み出す教育こそが大切であり、儒教による天皇への忠義だけを高めても意味がないと考えていた。
森は1885年7月に従来の教育を批判し改善策を発表、構想に基づいて改革に邁進した。1886年3月2日の帝国大学令を皮切りに4月10日の師範学校令・小学校令・中学校令を公布、小学校・尋常中学校・高等中学校・帝国大学（または小学校・尋常師範学校・高等師範学校）に進むルートを開拓する一方、しばしば地方の演説に出かけて実業を生徒に教え根付かせることの重要性を唱えたが、1889年に国粋主義者に暗殺され教育政策は未完成に終わった。森が作った教育制度や進学体系はその後も改正・追加を繰り返しながら多様化していった。

### 地方制度
地方自治制度の改革は内務大臣に就任した山縣有朋が手掛け、明治の大合併と呼ばれる地方の合併政策を推し進めた。明治時代の地方は戸長と呼ばれる民選で選ばれた人物が地方の行政を担い、中央政府から地方への政策実施は戸長を通して行ってはいたが、基本は地方放任で戸長に任せていた。中央集権を試み地方三新法などが制定されたが、実情に合わず改変・廃止されることがあった。
山縣はこうした地方のあり方を認めつつ政府との繋がりを強化する方針を定め、1888年（明治21年）4月25日に市町村制を公布（翌1889年に施行）、それに伴い町村合併も推進し、1888年（明治21年）から1889年（明治22年）にかけて約7万から1万5000余りと町村の数が激減した。これは地方に求めた負担増を解決するため財政が脆弱な区画を統合しようとしたからだが、合併後も旧町村との区別がつけられたままなど不完全な合併に多くの問題が残された。ただ、それでも地方と政府のバランスを取った他の政策は評価され、中央から行政または予算の執行命令を通して中央からのコントロールを受ける案も受け入れられ、町村会選挙も国政選挙に比べて条件が低かった。
山縣は国民の政治姿勢を向上させる狙いで地方制度を作り上げ、町村会など地方政治を通して行政の理解を深め、経験を積んで中央に進出する人材登用を考える一方、国民が政治を理解しないうちから無闇に普通選挙を導入して混乱をもたらすこと、地方議会が民権派の根拠地として過激な思想に走ることを恐れ、地方自治の確立で漸進的な国民の政治に対する成熟を実現しようとした。こうした目的は思うように実現しなかったが、山縣が第1次山縣内閣の1890年（明治23年）に公布した府県制・郡制で地方自治は更に拡大していった。

### 外交
不平等条約改正を目指した外交は井上馨が内閣誕生前の1879年（明治12年）から外務卿の職名で担当、内閣誕生で外務大臣と改称された後も外国交渉で改正に向けて努力を続けていた。西洋列強の歓心を買うため鹿鳴館を建設、西洋に日本は最先端の文明を取り入れ文明国の仲間入りを果たしたことのアピールを強調、華美な西洋文明模倣を世間から非難されるのを尻目に着々とイギリスなどを加えた列国条約改正会議で交渉を進め、1887年4月に合意がなされ改正の骨子が出来上がったかに見えた。
ところが、ここで井上は大きく躓く。改正案は外国人裁判官任用と引き換えに治外法権を撤廃する、西洋に倣った裁判制度と法典の確立および列強に通知するといった内容に反発したボアソナード・井上毅が改正に反対し、政府内部から同調者が現れ反対運動が拡がったのである。7月には谷干城農商務大臣も反対を表明して辞職、世論も反対運動を煽りたて大同団結運動に発展、収拾がつかなくなった井上は改正会議で無期限延期を外国に通告、9月17日に責任を取り辞職し改正は失敗に終わった。外相は伊藤が翌1888年（明治21年）2月まで兼任した後、大隈に外相を譲り辞任、次の改正交渉は大隈が担当したが上手くいかず、改正はそれから6年後の1894年（明治27年）までかかった。